# Studio Gama
Studio Gama – cykliczny program rozrywkowy Telewizji Polskiej nadawany od 3 czerwca 1977 do początku 1981 w Programie Pierwszym. Był to kilkugodzinny blok rozrywkowy nadawany po Dzienniku Telewizyjnym z zasady zawsze w piątek przed wolną sobotą. Tym samym był pierwszym etapem specjalnej weekendowej propozycji programowej (nie zawsze się nie pojawiającą), którą w sobotę kontynuowało Studio 2, a w niektóre niedziele Tylko w niedzielę.   
W programie bloku znajdowało się zawsze kilka programów rozrywkowych (w tym produkcje ośrodków regionalnych) oraz stanowiący gwóźdź programu "Magazyn Studia Gama". Często zdarzało się, że program był przerywany wieczornym wydaniem Dziennika.  
W pierwszych latach emisji program prowadził Andrzej Zaorski – po raz pierwszy w Polsce zastosował on konferansjerkę przeplataną opowiadaniem dowcipów, z podłożonym śmiechem. Przez pewien czas w prowadzeniu programu towarzyszyła mu Krystyna Sienkiewicz, zastąpiona później przez Krystynę Loskę.  
W programie pojawiali się również znani aktorzy i satyrycy, tacy jak np. Janusz Rewiński, Tadeusz Drozda, Bohdan Łazuka, Janusz Gajos, Jan Kociniak, Krystyna Sienkiewicz, Jan Prochyra, Irena Karel, Jan Kaczmarek i Stefan Friedmann.  
Studio Gama stanowiło również w latach 1977–1979 stałą ofertę Programu Pierwszego na sylwestrowy wieczór, a w 1980 roku ofertę Programu Drugiego jako „Sylwestrowy kaprys Studia Gama”. Od końca roku 1979 Studio Gama nie miało już nadającego spójność gospodarza, za to stało się blokiem nadawanych kolejno programów rozrywkowych zapowiadanych przez spikera i przybrało nieco inną formę. Na przełomie 1980 i 1981 programów pod marką „Studio Gama” zaczęło być coraz mniej, aż w końcu zimą 1981 program ostatecznie zakończył emisję.  
Z Studiem Gama były powiązane: audycja radiowa „Studio Gama” nadawana w Programie I Polskiego Radia i prowadzona przez Andrzeja Jaroszewskiego (który prowadził również obok Krzysztofa Szewczyka i Bożeny Walter magazyn muzyczny „Fonogama” nadawany w bloku Studia Gama) oraz program muzyczny na temat jazzu i muzyków jazzowych Klub Jazzowy Studia Gama autorstwa Ryszarda Wolańskiego nadawany w Programie Drugim od 7 lipca 1977 do 30 września 1981 – planowano jeszcze wyemitować, 13 grudnia 1981 wydanie programu ze Stanisławem Sojką, występującym na Festiwalu Jazz Jantar, jednak ostatecznie audycji nie wyemitowano ze względu na wprowadzenie stanu wojennego.

## Przykładowe programy
- "Łazuka i CO...?" – trzyczęściowy benefis Bohdana Łazuki prowadzony przez Tadeusza Drozdę (premiera 1 czerwca 1979);
- "Magazyn Studia Gama" – przygotowany w Poznaniu z udziałem gwiazd kabaretu Tey, którego częścią był m.in. koncert "Narodziny gwiazdy" – show Zenona Laskowika (rok 1978),
- "Auto–Gama" – skecze mające miejsce w stacji obsługi samochodów, a gwiazdy estrady i balet występowały w scenerii motoryzacyjnej (w reżyserii Janusza Kondratiuka, premiera w Sylwestra 31 grudnia 1978),
- "UFO–Gama" – skecze i piosenki obracały się wokół latających spodków i kosmitów, oraz ich wrażeń z podróży na Ziemię (emisja w marcu 1979),
- "Camping Studia Gama" – program wakacyjny z piosenkami i skeczami wykonywanymi w scenerii pola namiotowego (emisja 3 sierpnia 1979),
- "12 godzin z życia kobiety" – recital zrealizowany z okazji Dnia Kobiet (8 marca 1980), w którym Halina Kunicka śpiewała piosenki Wojciecha Młynarskiego poświęcone codziennemu życiu kobiety,
- "Powróćmy jak za dawnych lat" – trzyczęściowe widowisko rewiowe w reżyserii Janusza Rzeszewskiego prezentujące największe przeboje przedwojennych kabaretów i rewii (pierwsza część nadana 1 stycznia 1979, druga 10 lutego 1979, a trzecia 10 marca 1979),
- "Piosenki tylko dla dorosłych" – program zrealizowany z okazji Dnia Dziecka (1 czerwca 1979) z udziałem m.in. Anny Jantar, Natalii Kukulskiej, Ewy Bem, czy Bogusława Meca. Program był prowadzony przez dzieci, a prowadzący występowali jako goście,
- "Tort Studia Gama" – program przygotowany z okazji 3–lecia istnienia Studia Gama. Prowadzony był przez Tadeusza Drozdę i Janusza Rewińskiego, a w programie wystąpili m.in. Jerzy Turek, Jan Kociniak, Krystyna Sienkiewicz, Janusz Gajos i Piotr Fronczewski (emisja 16 listopada 1979),
- "Skansen Studia Gama" – program z elementami folkloru zrealizowany w Muzeum Budownictwa Ludowego w Olsztynku zwanym „Skansenem Olsztynek” z udziałem m.in. Tadeusza Drozdy, Janusza Gajosa, Stefana Friedmanna, Krzysztofa Jaroszyńskiego, Jonasza Kofty, zespołu "Pod Budą" i Państwowego Zespołu Pieśni i Tańca Olsztyn (emisja 3 października 1979),
- "Czarny humor" – program na temat czarnego humoru oraz z podprogramem przedstawiającym skecze i piosenki z Bohdanem Łazuką pt. „Przeminęło z wiadrem” (emisja jesienią 1978),
- "Magister w Studio Gama" – program z udziałem m.in. Tadeusza Drozdy, Krystyny Sienkiewicz i Jana Prochyry jako członków „komisji społecznej” oraz Janusza Gajosa jako tytułowego „Magistra” (emisja jesienią 1979),
- "Alibabki w Studio Gama" – program muzyczny w konwencji kryminalnej z udziałem Alibabek, Cezarego Julskiego, Marka Robaczewskiego, Włodzimierza Witta i Bronisława Cieślaka w reżyserii Pawła Karpińskiego (emisja w 1979).

Redakcja Studia Gama przygotowywała także widowiska artystyczno-rozrywkowe nadawane z reguły oddzielnie, poza blokiem, w inne dni tygodnia - najczęściej w soboty. Miały one wspólny tytuł "Gala Studia Gama". Niekiedy miały one charakter ściśle kabaretowy, innym razem były to widowiska muzyczne, z orkiestrą i baletem. Podobny charakter miał również program kabaretowo–rozrywkowy przygotowywany w kawiarni ''Kaprys'' mieszczącej się w siedzibie TVP na Woronicza pod tytułem „Kaprys Studia Gama” i nadawany w latach 1980–1981 w TP1 początkowo w soboty, a później w piątki.